# Hooks and Jabs
Hooks and Jabs è un cortometraggio statunitense del 1933, diretto da Arvid Gillstrom. 

## Trama
Uscito di prigione dopo una condanna per furto di torte, Harry incontra una sua amica, attivista dell’Esercito della salvezza, che gli dà un dollaro. Harry entra in un bar con l’intenzione di bere un bicchiere di latte, ma una persona gli sottrae il danaro ed ordina delle birre, che vengono poste in gioco fra alcuni avventori.
Il proprietario del bar, dato che Harry non può pagare, lo fa passare nel retrobottega intimandogli di passare la scopa. Lì avvengono degli incontri di boxe: sul ring un uomo atterra tutti i propri sparring partner, ma quando Harry lo affronta il suo avversario viene tramortito di nascosto da una terza persona, ed Harry appare essere il vincitore.
Così nasce la sua fama di “duro” presso gli avventori del locale, fama che egli, con una dose di fortuna, alimenta, in particolare quando riesce a far rispettare il silenzio nel locale al passaggio dell’Esercito della salvezza, al seguito del quale, di fianco alla sua amica, Harry se ne va.